# Congreso Universal del Canal de Panamá
El Congreso Universal del Canal de Panamá fue una actividad realizada por el gobierno de Panamá celebrada entre el 7 de septiembre y el 10 de septiembre de 1997, en vistas del vigésimo aniversario de la firma de los Tratados Torrijos-Carter.

## El proyecto
El 25  enero de 1995, el gobierno de Panamá emite el Decreto Ejecutivo N.º 96, en el que se anuncia la celebración del Congreso Universal del Canal de Panamá, estableciendo una comisión organizadora; escogiendo el día inaugural el 7 de septiembre de 1997.
Los objetivos serían, el anuncio a nivel global de las actividades que realizaba Panamá en torno al Canal y su política de manejo de esta vía después del 31 de diciembre de 1999, fecha en que Panamá tomaría control soberano del Canal; además de la preparación del país para administrar el Canal; demostrar la disposición a consultar con las principales organizaciones mundiales de comercio acerca de las decisiones futuras sobre el Canal; crear la confianza de parte de la comunidad internacional sobre la responsabilidad de Panamá en la administración del Canal; y conocer la política del sector marítimo y las facilidades que ofrecen las Áreas Revertidas del Canal de Panamá para el desarrollo de actividades de apoyo al transporte, la navegación y el comercio mundial.
En vista de eso, el gobierno realiza giras internacionales para promover la celebración del Congreso, invitando a varios países, sobre todo de Asia, Europa y América, así como organismos internacionales para que asistieran y participaran en dicho evento.
Con el respaldo de Estados Unidos y Francia, que fueron creadores y constructores del Canal; junto con la cancillería de Panamá, por intermedio de la embajada panameña ante la ONU, logra que el 7 de noviembre de 1995, dicho organismo reciba la solicitud de apoyar la celebración.
Paralelo a la solicitud de apoyo y participación de la ONU, el gobierno invitó a Taiwán a participar en el Congreso, sin tomar en cuenta que la ONU establece que sólo se puede invitar a sus miembros en las actividades o eventos que son patrocinados por dicho organismo. Cabe anotar que desde 1971, la ONU reconoce solamente a la China Continental y no a Taiwán.
En septiembre de 1996, la Organización de Estados Americanos, en una reunión realizada en la ciudad de Panamá, apoyó la iniciativa del Congreso. El 26 de octubre de ese mismo año, la Asamblea General de las Naciones Unidas, aprueba una resolución de apoyo al Congreso, que había sido solicitada en noviembre de 1995.
Sin embargo China presionó a Panamá para que retirara la invitación a Taiwán a dicho Congreso, pero Panamá no aceptó tal solicitud, provocando una disputa diplomática que desencadenó que el gobierno chino lograra el 21 de agosto de 1997, que las Naciones Unidas anunciaran que no participarían oficialmente en el Congreso, incluyendo sus dependencias adscritas.

## El Congreso
El Congreso Universal del Canal de Panamá se realizó en la Ciudad de Panamá ente el 7 y el 10 de septiembre de 1997: protocolariamente tuvo poca asistencia entre presidentes y primeros ministros como se tenía pensado originalmente, pero técnicamente cumplió con los objetivos, con la participación de 20 de 21 destacadas agencias navieras del mundo y con más de 600 delegados. Con esto se pudo explicar el programa de modernización del Canal de Panamá, los proyectos de desarrollo de las Áreas Revertidas, el Fundamento Legal que rige la administración de la vía a partir del 31 de diciembre de 1999, los planes de desarrollo marítimo, así como las facilidades que brinda Panamá para el desarrollo del turismo en el Canal.
Al terminar dicho Congreso se destacó la confianza de los usuarios del Canal en la capacidad del personal panameño en la administración del Canal, pero demostró inseguridad por la posible injerencia política de Panamá en la administración del Canal. También los usuarios solicitaron ser consultados antes de un ajuste en el precio de peaje, de tal forma que sus sugerencias sean consideradas; también las autoridades panameñas aceptaron la viabilidad de establecer reuniones anuales de consulta con los usuarios, así como una permanente comunicación con ellos; también anunciaron que están actualizando algunos estudios previamente realizados, antes de iniciar la construcción del tercer juego de esclusas.
En el plano diplomático el Congreso dejó muchos problemas a Panamá con China, país que ocupa el segundo lugar en el intercambio comercial de Panamá uno de los principales usuarios del Canal.
- Datos: Q5783141